# Buffalo Bird Woman
Buffalo Bird Woman (ca. 1839-1932) fou una dona tradicionalista mandan-hidatsa que va viure a la reserva índia de Fort Berthold a Dakota del Nord. El seu nom hidatsa era Maxidiwiac. Era coneguda per mantenir les habilitats tradicionals hidatsa de "jardineria, preparació d'aliments, teixits i molts altres." Va transferir els camins de la seva cultura tradicional i tradició oral a través d'entrevistes amb Gilbert Wilson, descrivint la seva pròpia experiència i les vides i el treball de les dones hidatses.
Edward Lone Fight és descendent seu.

## Llibres de Buffalo Bird Woman
- Buffalo Bird Woman. Buffalo Bird Woman's Garden: Agriculture of the Hidatsa Indians. St. Paul: Minnesota Historical Society Press, 1987. ISBN 978-0-87351-219-0.
- Buffalo Bird Woman. Waheenee, an Indian girl's story. Lincoln: University of Nebraska Press, 1991.